# Сын (приток Сюзьвы)
Сын — река в России, протекает в Нытвенском и Краснокамском районах Пермского края. Левый приток Сюзьвы. Длина реки составляет 46 км, площадь водосборного бассейна 195 км².
Исток реки на Верхнекамской возвышенности на границе с Ильинским районом северо-западнее деревни Еремичи. Верхнее и среднее течение реки находится в Нытвенском районе, нижнее — в Краснокамском. Река течёт на юг, протекает деревни Еремичи, Фролы, Ключи, Луговая, Шихово, Колотыги. Устье находится ниже посёлка Майский.

## Данные водного реестра
По данным государственного водного реестра России относится к Камскому бассейновому округу, водохозяйственный участок реки — Кама от Камского гидроузла до Воткинского гидроузла, речной подбассейн реки — бассейны притоков Камы до впадения Белой. Речной бассейн реки — Кама.
Код объекта в государственном водном реестре — 10010101012111100014158.